# Майк Кауфман-Портніков
Майк Кауфман-Портніков— український піаніст єврейського походження, композитор, педагог, автор музики до фільмів та спектаклів, кінорежисер.

## Освіта
- Музичне училище імені Глієра (клас фортепіано О. Вериківської [8]); консерваторія імені Глінки (Нижній Новгород), філія московської консерваторії[9].

## Досягнення
- Лауреат II Канівського міжнародного кінофестивалю сучасного кіно імені О. Довженка (III премія за авторський фільм «Дойна на ножі», номінація «Документальний фільм», режисер) (2017)[10][11][12].
- Двічі рекордсмен України в напрямі «мистецтво» (унікальний контент за унікальною довжиною) :
  - 1-й рекорд — 2018 року : 12 годин поспіль, безперервно грав на роялі Гімн України у більш ніж 72 варіантах у власних обробках на Майдані Незалежності у Києві на підтримку бранців[13][14][15].
  - 2-й рекорд — 2019 року : 10 годин поспіль тривав концерт-інтерв'ю задля порозуміння країн в межах культурної дипломатії за підтримкою ТРК «Суспільне» (м. Ужгород)[16].
- Бренд Амбасадор України з питань культури[17][18].
- Учасник фестивалів клезмерської музики (Казань, Львів)[19][20].
- Учасник джазових фестивалів (авторська локація на фестивалі Jazz Koktebel)[21].
- Учасник фестивалю німого кіно та сучасної музики, присвячений вивченню і презентації українського і світового архівного кіно[22].
- 2014 року був членом журі конкурсу "Молоде кіно", який проводився в межах 16-го кінофестивалю «Запорізька синерама»[23].

## Фільмографія
Як композитор написала музику для таких фільмів:
- Рукавичка (1996), анімація, короткометражний.
- Рука на счастье | Рука на щастя (Россия, Украина) (2008), кримінальний фільм, комедія[27].
- Лекарство для бабушки (2011), мелодрама[28].
- Барин (Россия, Украина) (2008), лірична комедія[29].
- Тёмные воды (2011), мелодрама[30].
- Дойна на ножі (2017), авторський фільм, що отримав III премію Канівського міжнародного кінофестивалю сучасного кіно імені О. Довженка у номінації «Документальний фільм».